# 皮爾森 (伊利諾伊州)
皮爾森（英語：Pierson）是位於美國伊利諾伊州皮亞特縣的一個非建制地區。該地的面積和人口皆未知。

## 地理
皮爾森的座標為40°47′53″N 88°31′42″W / 40.79806°N 88.52833°W，而該地的平均海拔高度為206米（即676英尺）。